# Brunn an der Wild
Brunn an der Wild là một thị trấn ở huyện Horn trong bang Niederösterreich, ở nước Áo. Đô thị này có diện tích 32,02 km², dân số năm 2001 là 866 người.